# Thịt tươi

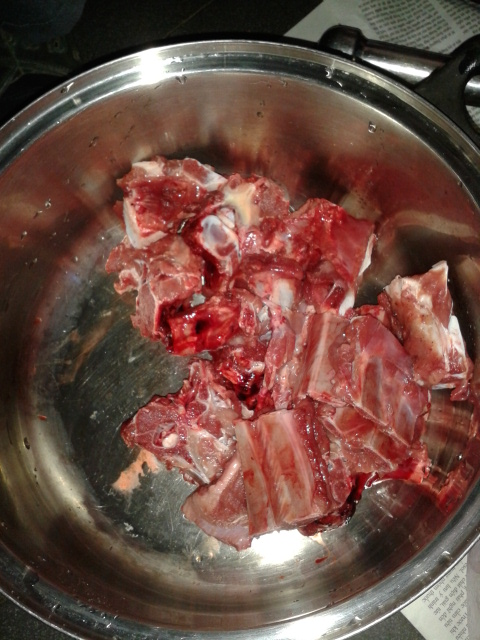
Thịt tươi

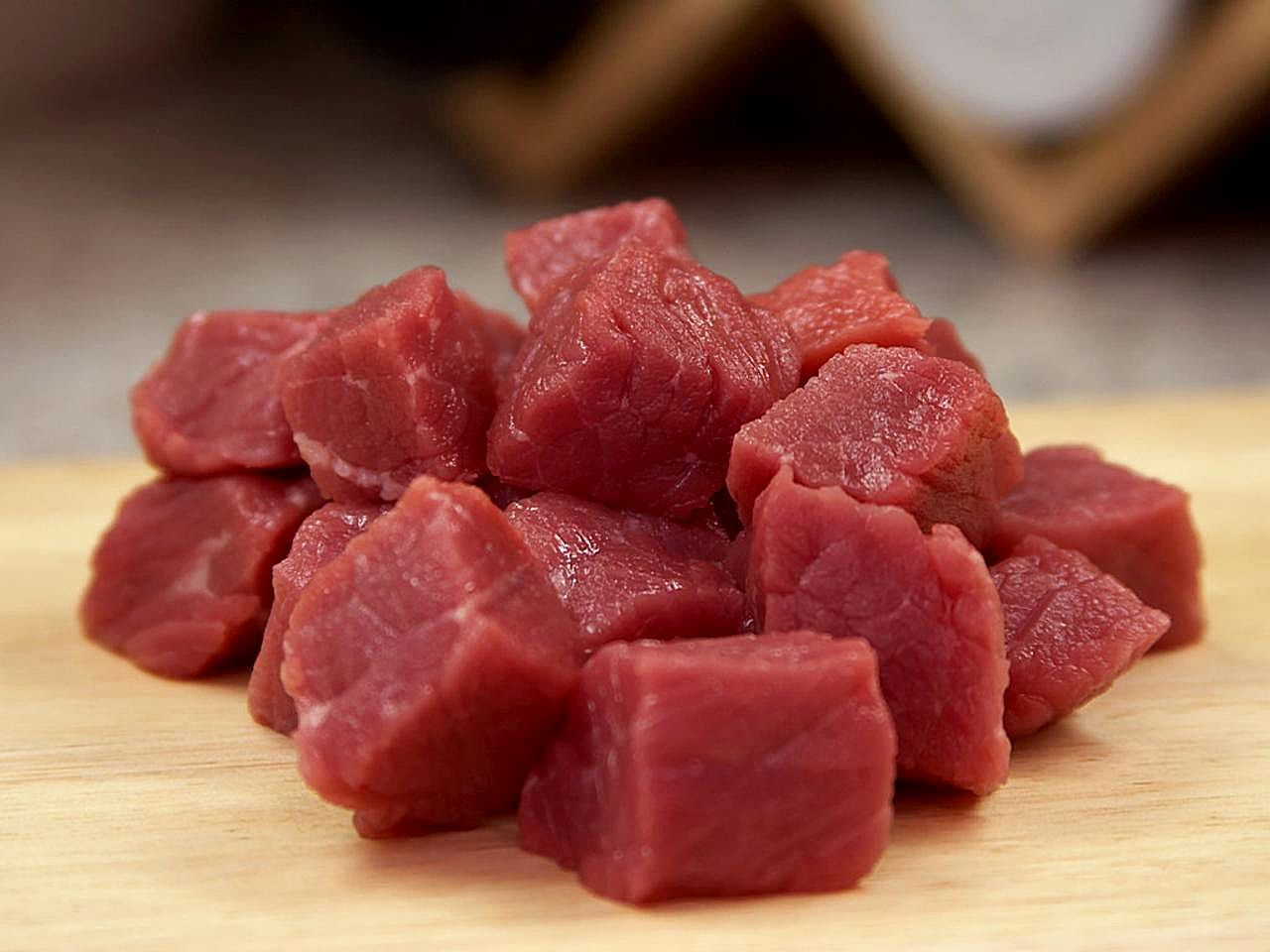
Thịt tươi

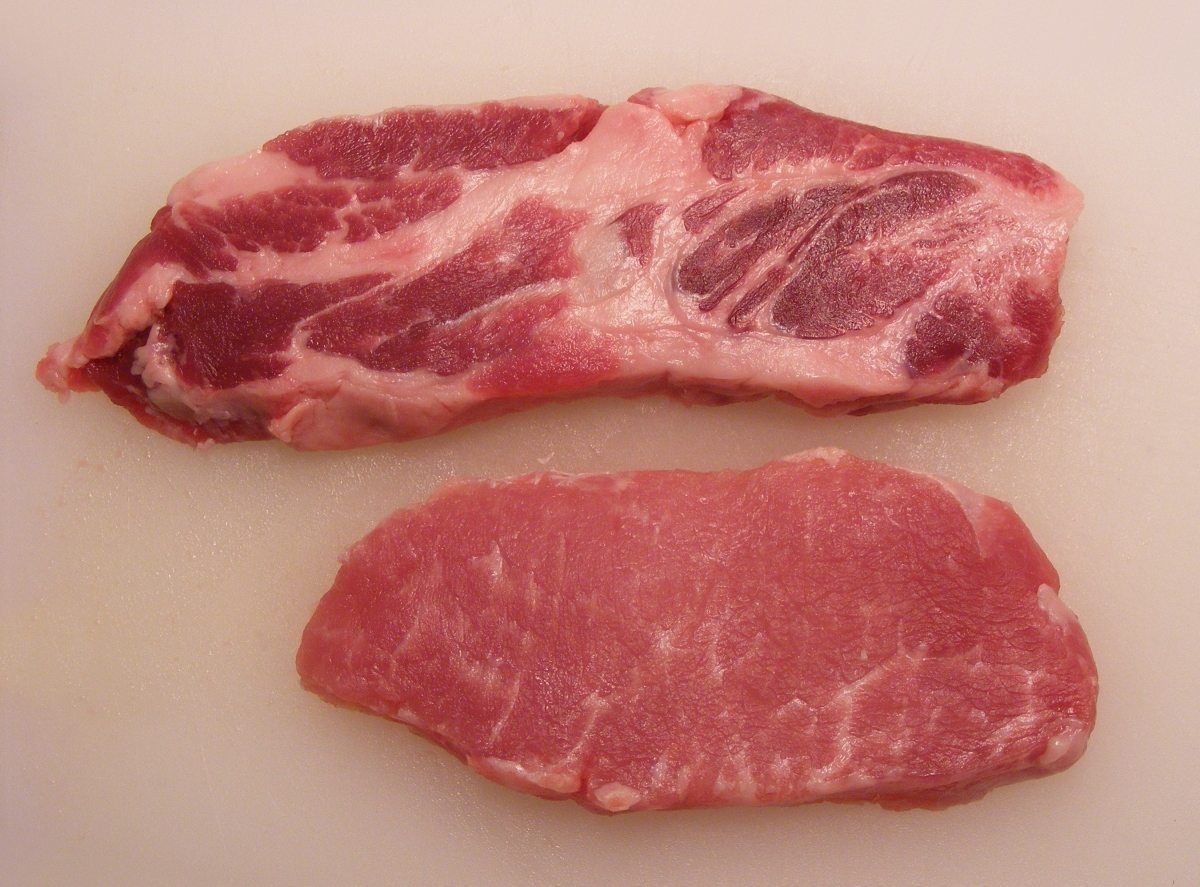
Một miếng thịt lợn tươi

Thịt tươi hay thịt tươi sống hay thịt tươi ngon là tên gọi chỉ chung cho các loại thịt được sử dụng khi vừa qua giết mổ, thông dụng đó là các loại thịt gia súc (thịt đỏ) và thịt gia cầm (thịt trắng). Thịt tươi là nguyên liệu cho món thịt tái. Một số loại thịt phổ biến vẫn thường được sử dụng để chế biến các món ăn thường ngày là thịt bò, thịt heo, thịt gà, thịt cừu, trên thị trường, nhìn màu sắc và sờ là hai cách chính giúp người nội trợ tránh mua nhầm thịt cũ hay thịt ôi.

## Đặc điểm

### Bề ngoài
Miếng thịt tươi nhìn chung thì có bề ngoài khô, sáng, không ướt, không nhớt. Thịt có độ mềm vừa phải, không quá cứng chắc cũng không được mềm nhão, sờ tay vào thịt thấy có độ dẻo dính do miếng thịt tươi thường có độ rắn chắc, đàn hồi cao. Khi dùng ngón tay ấn vào miếng thịt sẽ thấy không để lại vết lõm, không bị dính, sớ thịt săn chắc, Thịt tươi ngon có các thớ thịt mịn đều. Thịt tươi khi ngửi có mùi thơm của thịt. Đối với miếng thịt tươi lát cắt bình thường, sáng, khô còn miếng thịt đã hỏng lát cắt màu sắc tối và hơi ướt. Thịt càng tươi thì mặt cắt càng bóng và căng.

### Màu sắc
Thịt heo tươi thường phần nạc có màu hồng đều, phần mỡ màu trắng. Riêng đối với thịt lợn, những miếng thịt tươi sẽ có màng ngoài khô, màu sắc đỏ tươi hoặc đỏ sẫm, óng ả. Mỡ có màu sắc, độ rắn bình thường. Ngược lại, nếu miếng thịt đã bị ôi thì sẽ có màu hơi thâm, hoặc xanh nhạt, không bóng. Mặt khác, miếng thịt khi đã ôi, còn có thể có nhớt, mùi khó chịu. Thịt bò tươi có màu hồng hoặc đỏ nhạt, mỡ có màu vàng nhạt những miếng thịt có màu đỏ tươi hay còn gọi là màu đỏ anh đào. Nếu thịt bò tươi, còn tốt sẽ có màu đỏ tươi tự nhiên đặc trưng, mỡ màu vàng nhạt, độ đàn hồi tốt (ấn tay vào miếng thịt và bỏ ra không để lại vết tay), bề mặt khô, mịn, ráo nước, mùi bình thường đặc trưng của thịt bò.

### Cách chọn
Để chọn thịt tươi ngon, sạch cần lưu ý nên mua thịt tại những nơi có cửa hàng cụ thể để bảo đảm trước tiên về nguồn thịt được cung cấp. Nên chọn nơi có quầy bán thịt cao ráo, sạch sẽ. Không nên mua thịt những nơi bày bán thấp hoặc để sát đất gần cống rãnh, hố chứa rác.... Để giữ thịt tươi lâu, một số người bán thịt ướp hàn the hoặc urea vào thịt do đó thịt sẽ bị thịt cứng đanh, không mềm dẻo vừa phải, không có mùi thơm của thịt mà màu vẫn tươi đẹp. Những miếng thịt thối rữa sẽ trở nên tươi ngon khi chúng được ngâm trong hóa chất độc hại.